# Abdullah Ali
Abdullah Ali (Arabic:عبد الله علي) (sinh ngày 21 tháng 2 năm 1985) là một cầu thủ bóng đá người Các Tiểu vương quốc Ả Rập Thống nhất. Hiện tại anh thi đấu cho Hatta.